# Торрес, Аурелиано
Аурелиа́но То́ррес Рома́н (исп. Aureliano Torres Román; род. 16 июня 1982, Асунсьон) — парагвайский футболист, полузащитник; тренер.

## Биография
Свою футбольную карьеру Торрес начал в мексиканском клубе «Ирапуато», затем недолгое время выступал за японский «Киото Санга». В 2002 году Торрес вернулся в Парагвай, где выступал за клубы «Депортиво Реколета», «Соль де Америка» и «Гуарани». В сезоне 2005/06 предпринял попытку заиграть в европейском чемпионате, перейдя в испанский «Реал Мурсия», однако не сумел закрепиться в основном составе и вернулся в Парагвай. С 2007 по 2011 год играл за «Сан-Лоренсо», став в его составе чемпионом Аргентины.
В составе национальной сборной дебютировал 8 июля 2004 года в матче с Коста-Рикой, всего сыграл 45 матчей и забил в них 2 мяча. Участвовал в чемпионате мира 2010.
В августе 2011 года подписал контракт с клубом «Толука» из первого дивизиона мексиканского чемпионата.

## Достижения
- Чемпион Аргентины: Клаусура 2007
- Серебро Олимпийских игр: 2004